# 閃光活額寄居蟹
閃光活額寄居蟹（学名：Diogenes aff. nitidimanus）为活額寄居蟹科活額寄居蟹屬下的一个种。

## 扩展阅读
- 維基物種上的相關：閃光活額寄居蟹